# EF Большой Медведицы
EF Большой Медведицы (лат. EF Ursae Majoris) — одиночная переменная звезда в созвездии Большой Медведицы на расстоянии (вычисленном из значения параллакса) приблизительно 129427 световых лет (около 39683 парсеков) от Солнца. Видимая звёздная величина звезды — от +17,7m до +16,4m.

## Характеристики
EF Большой Медведицы — пульсирующая переменная звезда типа RR Лиры (RR).